# Mühle Michel Elsoff
Die Mühle „Michel“ ist eine 1965 stillgelegte Mühlenanlage mit einer Mahlmühle, sowie einer Landwirtschaft im Ortsteil Elsoff, der Stadt Bad Berleburg im Kreis Siegen-Wittgenstein in Nordrhein-Westfalen.

## Lage
Die Mühle liegt nordöstlich des Dorfkerns am Fuße des Reitelsbergs. Das benötigte Wasser lieferte der Elsoffbach.

## Geschichte
Bereits um das Jahr 1300 wird eine Mühle in Elsoff erwähnt. Sie war im Besitz des Klosters Frankenberg. Erbaut wurde die neue Mühle um das Jahr 1740. Der Erbauer hatte bis zum Jahr 1739 in der Mühle in Erndtebrück gearbeitet. Angetrieben wurde die Mühle von zwei parallel laufenden Stahlwasserrädern. Lediglich die Welle bestand noch aus Holz.
Die Technik kann hilfsweise mit einem Elektromotor betrieben werden.
Die Hofanlage ist am 28. März 1995 in das Denkmalverzeichnis aufgenommen worden.